# Werner Voss
Werner Voss (13 avril 1897 - 23 septembre 1917) est un as de l'aviation allemand de la Première Guerre mondiale mort au combat.

## Biographie

### Débuts
Né le 13 avril 1897 à Krefeld, en province de Rhénanie, à une trentaine de kilomètres des Pays-Bas, Werner Voss semble promis à suivre le chemin de son père, teinturier, lorsqu'éclate la Première Guerre mondiale. S’étant auparavant porté volontaire pour intégrer la milice de Krefeld, il est assigné au 11e régiment de hussards (de) le 16 novembre 1914 et est déployé avec elle sur le front de l’est. En moins de sept mois, il passe du rang de simple hussard à celui de sous-officier, gagnant au passage la Croix de fer de seconde classe. Mais, lassé de la boue et des souffrances inhérentes à la cavalerie sur le front, il demande et obtient sa mutation dans une école de l’air en août 1915. Suivent des cours de pilotage à Krefeld et à Cologne puis, après être devenu instructeur de vol - le plus jeune - jusqu’en février 1916 et observateur par la suite, il obtient le précieux badge de pilote le 28 mai de la même année.

### L'envol

#### Premières victoires
Le tout nouveau lieutenant (9 septembre) aspire rapidement à piloter autre chose qu’un biplace d’observation et effectue une demande en ce sens. Le 21 novembre 1916 il est temporairement assigné à la Jasta 2, l’escadron de feu Oswald Boelcke, basée à Lagnicourt entre Cambrai et Arras. Très vite, Voss impressionne ses camarades, au nombre desquels se trouvent les as Manfred von Richthofen et Erwin Böhme. Dès le 27 novembre, il obtient sa première victoire confirmée en abattant un Nieuport 17 et, afin de démontrer que la chance ne devait rien à cela, il prit de nouveau l’air cette même journée et abattit un FE2b. Son affectation devint rapidement définitive.

#### Commandant de Jasta
Voss obtint 28 victoires avec la Jasta 2 ainsi que la Croix de fer de première classe, la croix de chevalier de l'Ordre de Hohenzollern avec épées et la très convoitée médaille Pour le mérite. Ayant reçu le commandement de la Jasta 5 basée à Cappy-sur-Somme, il ajoute 6 nouvelles victoires à son palmarès. Sûr de lui, le jeune pilote n’a aucun état d’âme, allant jusqu'à décharger ses mitrailleuses sur un avion abattu se dirigeant vers le sol afin de s’assurer que le pilote adverse ne feintait pas. Il multiplie cependant les actes de témérité et on lui confie brièvement le commandement de la Jasta 29 puis celui de la Jasta 14.

#### Intégration au «Cirque volant» de Manfred von Richthofen
Manfred von Richthofen, le célèbre baron rouge auquel le lie une franche et solide amitié depuis leur rencontre à la Jasta 2, fait tout son possible afin d’intégrer Voss au sein de son « Cirque volant », et c’est tout naturellement que Werner Voss finit par rejoindre la Jasta 10, le 30 juillet 1917, qu’il commande de fait. Il inscrit 14 autres victoires à son palmarès dont 10 sur le célèbre Fokker Triplan Dr1 dont il reçoit officiellement le 3e prototype le 28 août 1917 et auquel il donne ses premières lettres de noblesse. Voss avait en fait été le premier à essayer le nouvel appareil et l’avait même piloté 2 jours plus tôt lors d’une démonstration faite en présence du généralissime Ludendorff qui fut fort impressionné.

### Dernière mission

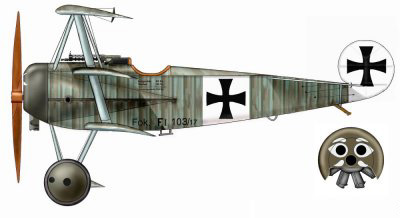
Le fameux Fokker Dr.I gris-argent de Voss durant sa dernière mission

Le 23 septembre 1917, peu après 18h, Werner Voss décide de décoller pour une dernière mission, sans escorte, résolu à traquer les égarés des batailles de l’après-midi. Il tient semble-t-il à obtenir sa 50e victoire avant de prendre le repos que le haut-commandement allemand lui avait ordonné d’observer et pour lequel son père et ses frères étaient venus le chercher. Ayant aperçu au bout de quelques minutes un SE5 solitaire qui regagnait sa base, l’as allemand le prit en chasse. Obnubilé par sa cible, il n’aperçut pas six autres SE5 appartenant au 56e Squadron fondre sur lui. 
Ces redoutables appareils n’étaient pas aux mains de novices puisque figuraient les as britanniques James McCudden, Arthur Rhys-Davids, Reginald Hoidge et Gerald Bowman parmi les pilotes. Aux premiers coups de feu, Voss fit face à ses adversaires. Bien que numériquement déséquilibré, le combat d’une dizaine de minutes ne fut jamais rompu par Voss qui, aux dires de l’un des pilotes britanniques présent, aurait pourtant pu le faire quand il le désirait. Le major McCudden, commandant du 56e Squadron, déclara plus tard qu’il « semblait être toujours en train de tirer sur nous tous à la fois » et que « ses manœuvres étaient si rapides que nous n’arrivions pas à le tenir dans notre viseur ». Cependant, malgré l’intervention de l’as allemand Carl Menckhoff aux commandes de son Albatros qui tourne rapidement court, Voss est mortellement atteint par une rafale lâchée par Rhys Davids.
Son appareil s’écrase après un long piqué à environ 800 m à l’intérieur des lignes anglaises, au nord de Saint-Julien. Les appareils anglais rentrèrent à la base en raison de la nuit tombante et ce n’est que le lendemain qu’ils apprirent l’identité de leur adversaire abattu. Rapidement inhumé par les troupes britanniques, l’emplacement de sa tombe fut à jamais bouleversé par de violents combats ultérieurs. Des 7 appareils alliés ayant pris part au combat, tous rentrèrent atteints par les mitrailleuses de l’allemand dont 4 gravement endommagés.
Beaucoup de pilotes allemands et alliés considérèrent Voss comme étant le meilleur pilote de chasse de la Grande Guerre. Rhys Davids regretta un peu plus tard de l’avoir tué en l’abattant et McCudden écrivit ce mot à propos du « sacré bonhomme » que ses hommes et lui avaient combattu : « Tant que je vivrai, je n’oublierai jamais l’admiration que je porte à ce pilote qui combattit seul 7 d’entre nous durant 10 minutes et toucha toutes nos machines. Son vol était merveilleux, son courage magnifique, et il est d’après moi le plus brave pilote allemand que j’ai eu le privilège de voir combattre ».